# Terebellicola reptans
Terebellicola reptans is een eenoogkreeftjessoort uit de familie van de Sapphirinidae. De wetenschappelijke naam van de soort is voor het eerst geldig gepubliceerd in 1862 door Sars M..